# Warum ich meinen Boss entführte
Warum ich meinen Boss entführte ist ein deutscher Film im Genre der romantischen Komödie aus dem Jahr 2014.

## Handlung
Die alleinerziehende Mutter Anna bemüht sich, mit ihren zweijährigen Zwillingen den Alltag zu bewältigen. Ihre Stelle als Kellnerin verliert sie, als sie einem unangenehmen Gast einen Teller mit Nudeln auf den Anzug kippt. Aufgrund einer Stellenanzeige spricht sie bei der Designmöbelfirma Lehmann und Lehmann vor. Deren Chef Max Lehmann ist ausgerechnet dieser Gast. Da sich dieser aber nicht mehr an sie erinnern kann und Anna ihn überzeugt, stellt er sie als persönliche Assistentin ein. Um den Job zu erhalten, hat Anna gegenüber Max versichert, dass sie keine Kinder hat und uneingeschränkt zur Verfügung steht. Das geht eine Weile gut, doch als Anna Max mit dem Auto zum Flughafen bringen muss, besteht die Gefahr, dass die Lüge auffliegen würde, und Max kündigt Anna, nachdem sie ihm alles gebeichtet hat. Anna ist deswegen abgelenkt und sieht die geschlossene Schranke nicht. Sie muss deshalb stark bremsen und Max erleidet durch den Aufprall einen Gedächtnisverlust. Aus Verzweiflung nimmt Anna ihren Chef mit in ihre Wohnung, wo dieser langsam wieder zu sich kommt. Max hört die Zwillinge schreien und Anna teilt ihm mit, dass das seine Kinder seien. Dieser glaubt die Geschichte und lebt sich in die neue Rolle als Familienvater ein.
Während sich Max erfolgreich als Hausmann und Babysitter versucht, geht Anna weiterhin ihrer Arbeit nach, da man in der Firma davon ausgeht, dass der Chef in Japan eine Messe besucht, und niemand weiß, dass dieser ihr gekündigt hat. Anna stellt den Kontakt zu einem Großkunden her, den Max schon lange beliefern wollte und den sie unbedingt brauchen, um die Firma zu retten. Sie verspricht ihm aber ein Sofa, das es noch gar nicht gibt. Deshalb braucht sie Hilfe von Max, um ein neues Sofa zu designen. Er merkt dabei gar nicht, dass er soeben selbst dabei ist, seine Firma zu retten. Am nächsten Morgen erwachen sie zusammen im Bett.
In der Firma trifft Anna auf die Frau, die damals mit Max zusammen im Restaurant war. Sie stellt sich als Stephanie Lehmann vor und im Gespräch erfährt Anna, dass sie schwanger ist. Anna denkt, sie sei die Frau von Max.
Als Max alleine zu Hause ist, kommt der Ex-Mann von Anna vorbei. Nach einem heftigen Wortwechsel verpasst er ihm einen Faustschlag an den Kopf. Max fällt hin und schlägt hart mit dem Kopf auf dem Boden auf. Dadurch erlangt er sein Gedächtnis wieder und verlässt die Wohnung. Als er zum Termin mit dem Großkunden geht, trifft er dort auf Anna und sie sprechen sich aus. Max erklärt Anna, dass Stephanie seine Schwester ist, und damit steht ihrer Liebe nichts mehr im Weg.

## Produktion
Der Film wurde von der Produktionsfirma Antares Media im Auftrag der ARD Degeto und des Norddeutschen Rundfunks  vom 23. Juni bis zum 14. Juli 2014 in Hamburg gedreht.

## Kritik
„Das Muster ist bekannt: Ein Schnösel bekommt einen Schlag auf den Kopf, verliert sein Gedächtnis und wandelt sich mit Hilfe einer zwar chaotischen, aber liebenswerten Frau zu einem besseren Menschen. Dank der Hauptdarsteller Julia Hartmann und Stephan Luca und der Regie des Komödien-versierten Peter Gersina ist ‚Warum ich meinen Boss entführte‘ trotz alter Geschichte ein wunderbarer neuer Film, der mit fröhlichen Details aufwartet, der komödiantisch mit Rollenbildern spielt, der großartig dargestellte Nebenfiguren zu bieten hat und der für Gelächter bei beiden Geschlechtern sorgen dürfte. Gute Laune garantiert!“

## Veröffentlichung
Die Erstausstrahlung erfolgte am 14. November 2014 im Ersten und existiert auch als Hörfilmfassung und mit Videotext-Untertitelung. Die Komödie erreichte eine Quote von 12,1 %, was 3,89 Millionen Zuschauern entsprach.